# Sthenistis gyrtoniformis
Sthenistis gyrtoniformis is een vlinder uit de familie van de Immidae. De wetenschappelijke naam van de soort is voor het eerst geldig gepubliceerd in 1896 door George Francis Hampson.